# Oligia rufa
Oligia rufa là một loài bướm đêm trong họ Noctuidae.